# Parque Nacional Murchison Falls
O Parque Nacional Murchison Falls é um parque nacional localizado em Uganda, gerenciado pela Uganda Wildlife Authority. O parque é conhecido por sua flora e fauna, que foram recuperadas em parte de um massacre perpetrado por caçadores ilegais e pelas tropas de Idi Amin.O nome é uma homenagem ao geólogo britânico Roderick Murchison, então o presidente da Royal Geographical Society. É o único parque ugandês que possui o Big 5, os cinco mamíferos selvagens de grande porte mais difíceis de serem caçados pelo homem, e que são o leão, o elefante-africano, o búfalo-africano, o leopardo e o rinoceronte.

## Localização
Está situado ao norte da Uganda Ocidental, espalhando-se pelas terras entre o lago Albert e o rio Nilo Branco. A cidade mais próxima ao parque é Masindi. O parque está situado nos distritos de Buliisa a oeste, e Nwoya a nordeste. As coordenadas do parque são 2° 15′ N, 31° 48′ L 

## Galeria

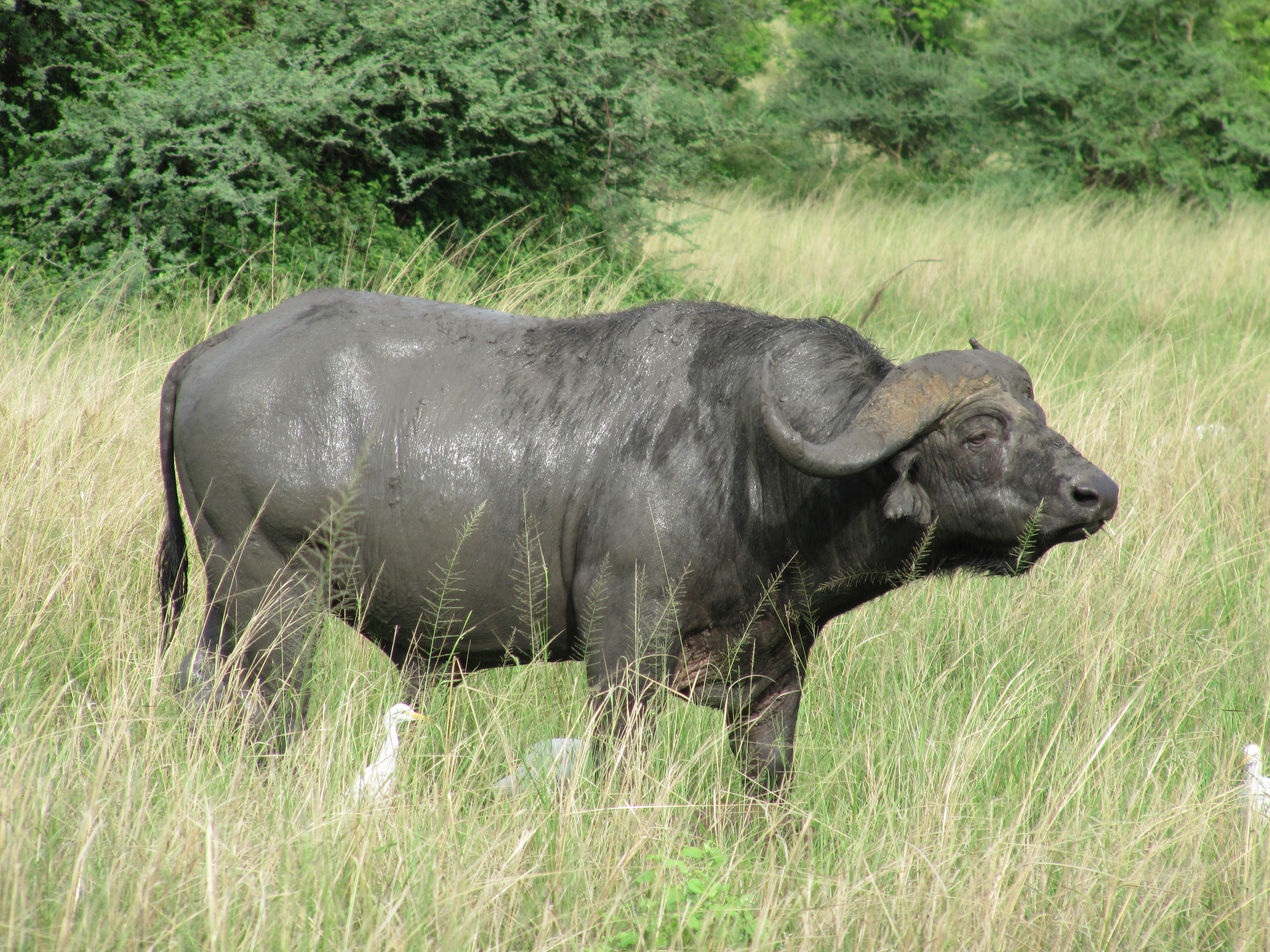
Búfalo
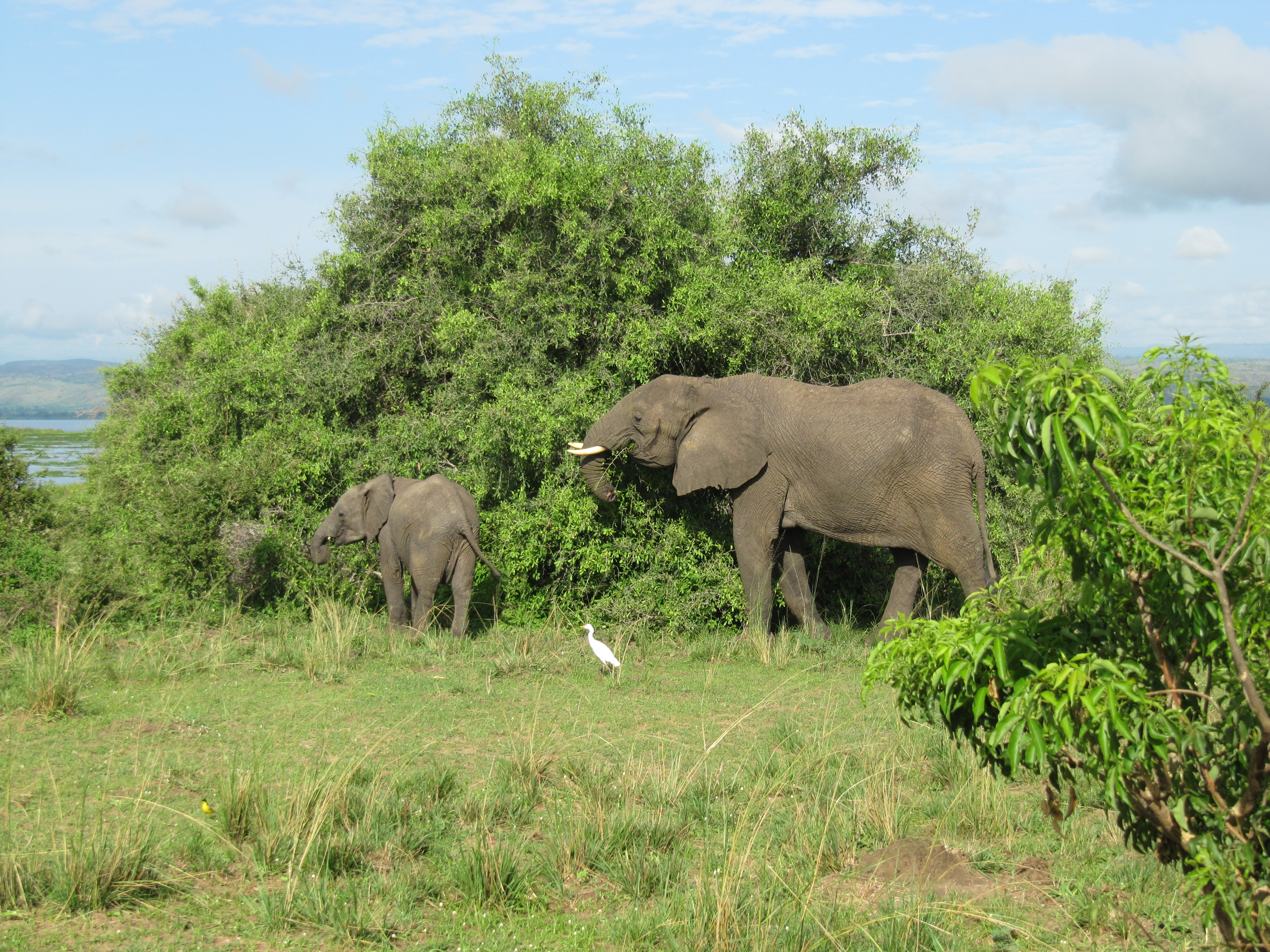
Elefantes
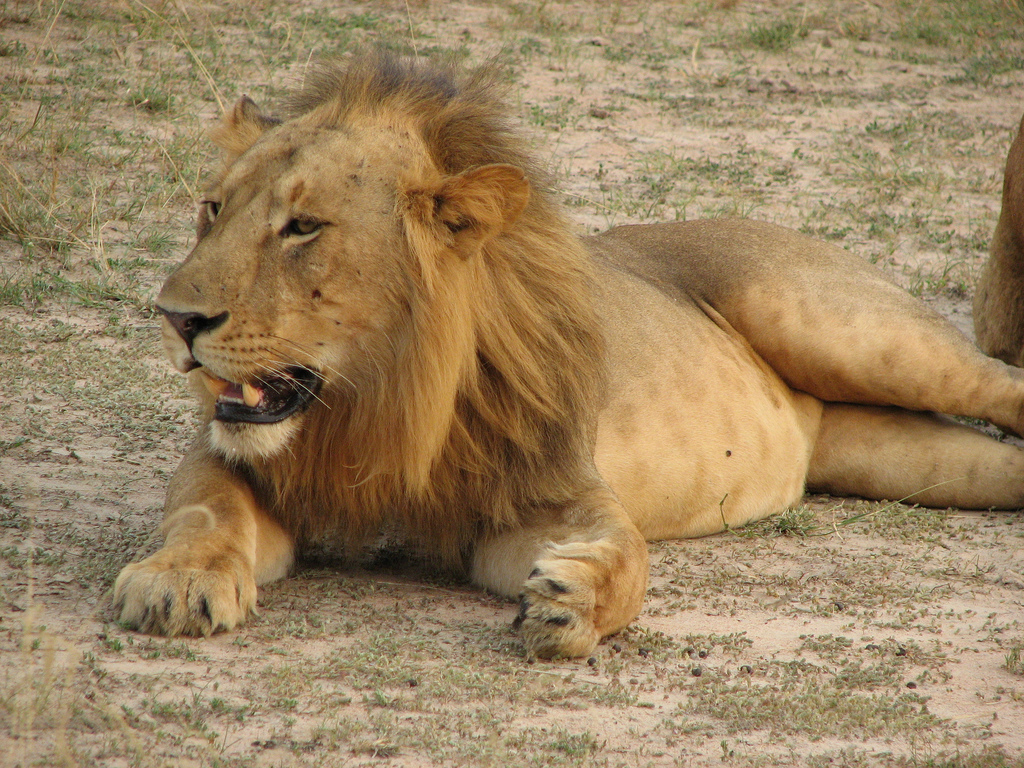
Leão
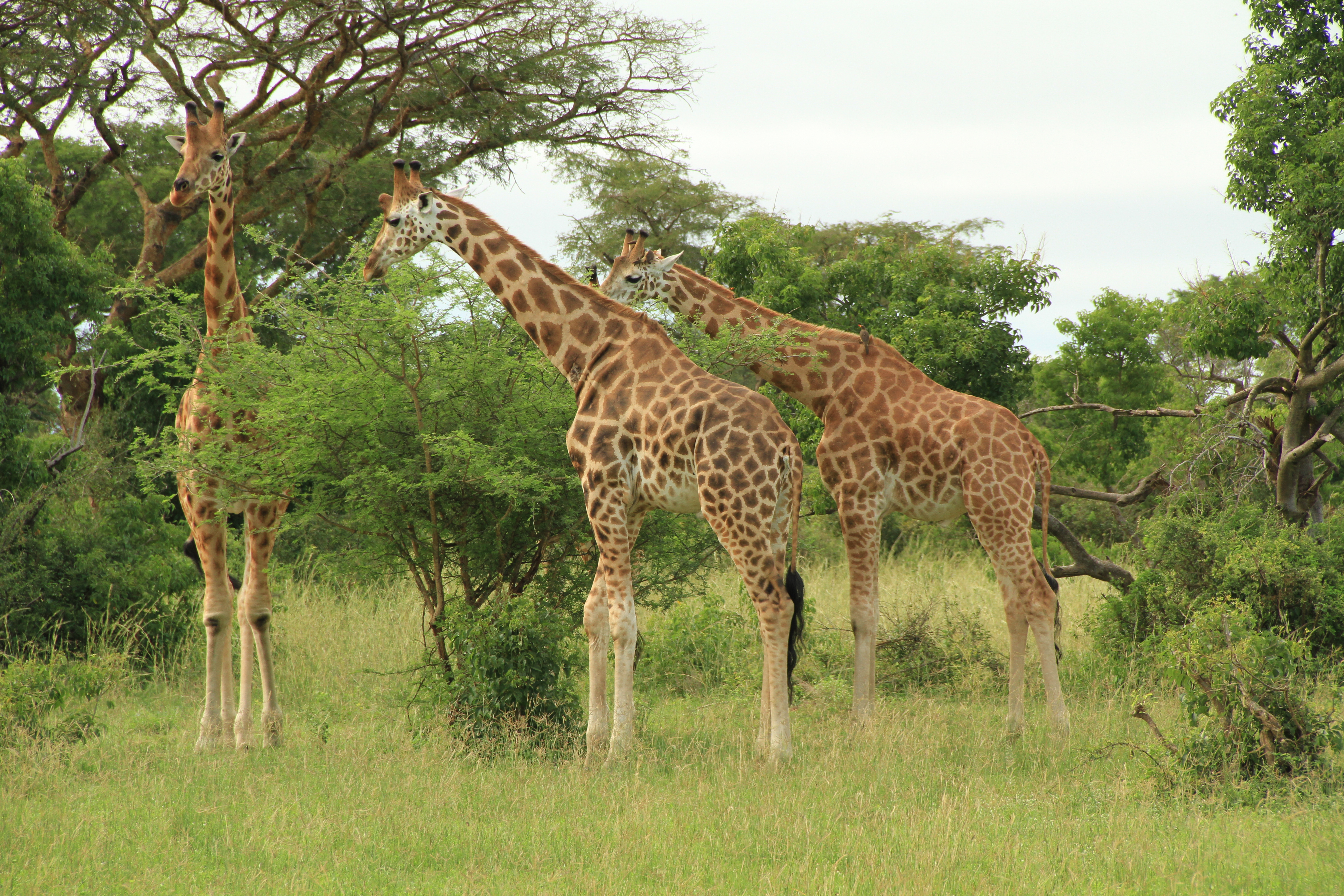
Girafas
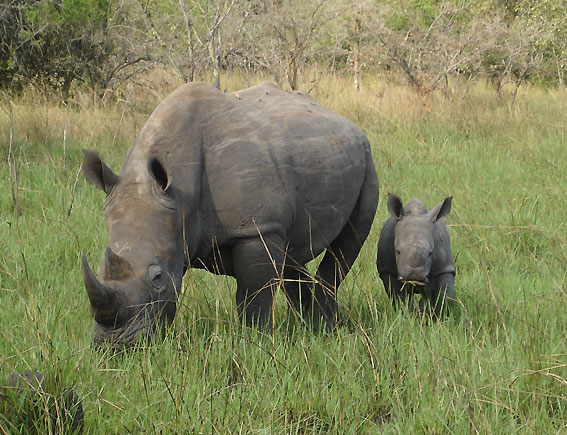
Rinocerontes